# Oblężenie Szkodry (1478–1479)
Oblężenie Szkodry miało miejsce w czasie wojny Republiki Weneckiej z Imperium Osmańskim o panowanie nad ziemiami albańskimi i trwało od 22 czerwca 1478 roku do stycznia 1479. Oblężenie zakończyło się oddaniem miasta w ręce tureckie, na mocy traktatu w Konstantynopolu (25 stycznia 1479).

## Przyczyny konfliktu
W II połowie XV w. miasto Szkodra (Scutari) zamieszkałe głównie przez ludność albańską posiadało kluczowe znaczenie dla kontroli nad wybrzeżem adriatyckim i dla zabezpieczenia weneckich szlaków handlowych. Po śmierci Skanderbega w 1468 i upadku jego państwa, kontrolę nad kilkoma miastami albańskimi przejęła Wenecja, utrzymując w nich załogi wojskowe. Pierwsze uderzenie na Szkodrę podjął w 1474 bejlerbej Rumelii, Hadim Sulejman Pasza, mając do dyspozycji 80 tys. żołnierzy, ale został odparty przez załogę, dowodzoną przez Antonio Loredana.

## Przygotowania do bitwy
Po niepowodzeniu wyprawy z 1474 sułtan zdecydował się uderzyć na Szkodrę przy użyciu znacznie większych sił. W ataku miały wziąć udział siły podlegające nowemu bejlerbejowi Rumelii Mustafie Bejowi i bejlerbejowi Anatolii Davudowi Paszy. Jednocześnie flota osmańska zablokowała okolice Shirgj, uniemożliwiając zaopatrywanie Szkodry przez statki płynące od Adriatyku wzdłuż rzeki Buny.
Dowodzący obroną Szkodry Antonio da Lézze, zdecydował się ewakuować kobiety i dzieci do wsi w okolicach Szkodry, ale część kobiet zdecydowała się pozostać w Szkodrze i wziąć udział w obronie. Głównym ośrodkiem obrony była twierdza Rozafat, górująca nad Szkodrą. W 1458 została ona rozbudowana przez weneckich architektów, którzy przygotowali system zbiorników na wodę deszczową, przydatną podczas długotrwałego oblężenia. W czasie oblężenia 1474 zewnętrzne mury twierdzy zostały poważnie uszkodzone. Mury udało się odbudować tylko częściowo, ale mieszkańcy wznieśli dodatkowe umocnienia wokół twierdzy o konstrukcji ziemno-drewnianej.
Załoga twierdzy liczyła ponad 2000 ludzi, jednocześnie Albańczycy z sąsiadujących ze Szkodrą wsi mieli podjąć działania partyzanckie przeciwko najeźdźcom. Dodatkowego wsparcia obrońcom udzielał zakonnik Bartłomiej, który w przeszłości walczył u boku Skanderbega, a przed bitwą przemawiał do swoich rodaków, apelując do ich męstwa i wytrwałości.
Wiosną 1478 pierwsze oddziały osmańskie dotarły w okolice Szkodry. Turcy spalili okoliczne wsie, zmuszając ich mieszkańców do szukania bezpiecznego schronienia w mieście. Główne siły rumelijskie, prowadzone przez Ali Beja i Iskender Beja dotarły do Szkodry 14 maja 1478. 19 maja przybył pasza Rumelii – Davud. Dla niego założono obóz na północ od Szkodry w miejscu nazywanym potem Wzgórzem Paszy. Stamtąd też ostrzeliwała Szkodrę artyleria osmańska. Kilka dni później przybyły główne siły anatolijskie, w tym 46 tys. jazdy, prowadzone przez Mustafę Beja. 18 czerwca do Szkodry wysłano osmańskich parlamentariuszy. Żądali oni poddania twierdzy w zamian za pokój, w przeciwnym razie zapowiadano rzeź obrońców. W imieniu załogi ofertę osmańską odrzucił Peter Pagnanus. 1 lipca do Szkodry przybył sam sułtan Mehmed II.

## Przebieg oblężenia

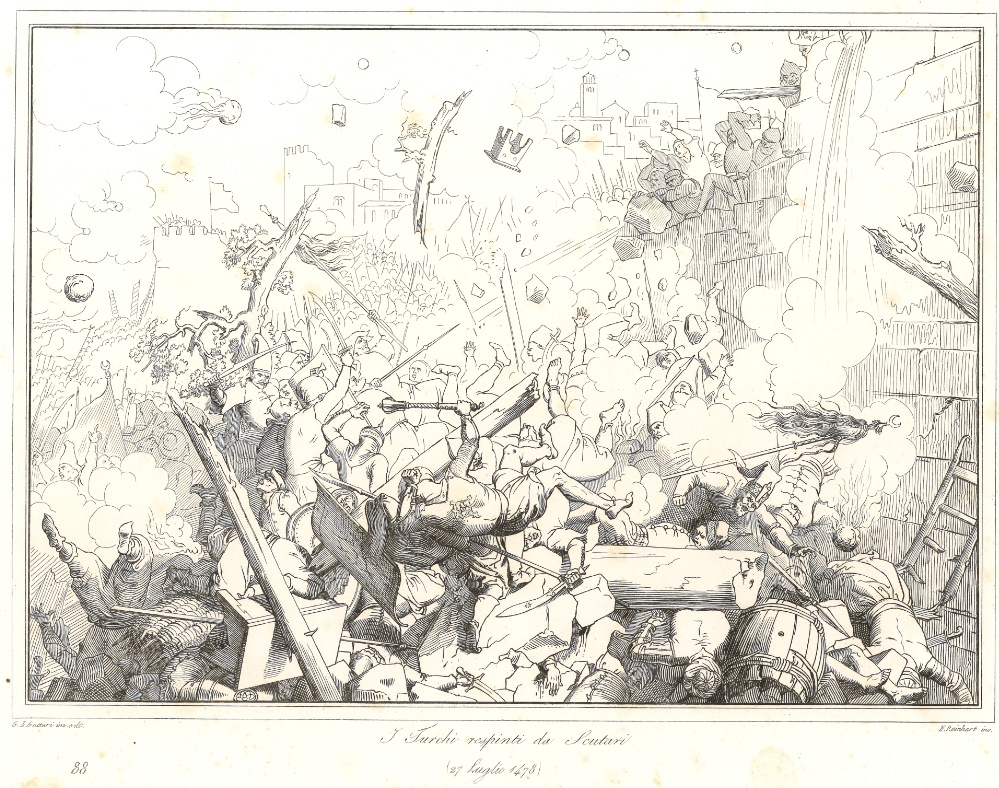
Rycina Giuseppe Gatteriego przedstawiająca oblężenie Szkodry

Ostrzał artyleryjski twierdzy rozpoczął się 22 czerwca. Prowadziły go początkowo dwa działa. Od 11 lipca regularny ostrzał prowadziło 11 dział i dwa moździerze, strzelające stromotorowo. Kilka dział posiadała także załoga twierdzy.
Pierwszy szturm na twierdzę został przeprowadzony 22 lipca. Za każdym razem wspinających się po stromych zboczach żołnierzy osmańskich skutecznie powstrzymywali obrońcy. Do 27 lipca przeprowadzono pięć nieudanych szturmów, w czasie których atakujący ponieśli ciężkie straty. Od tej pory rolę wiodącą w oblężeniu przejęła artyleria i łucznicy. Jak pisał M. Barleti, strzał kierowanych na twierdzę była tak wiele, że zapewniały obrońcom zaopatrzenie w opał.
30 lipca 1478 sułtan zwołał radę, złożoną z dowódców i zażądał przeprowadzenia szóstego ataku, tym razem znacznie większymi siłami. Pod wpływem rad dowódców zdecydował się od tego planu odstąpić. Nakazał zablokować Bunę, aby nie docierało do twierdzy zaopatrzenie i wzięcie miasta głodem, a sam z częścią sił powrócił do Stambułu.
Zimą 1478/1479 głód w twierdzy był już na tyle dokuczliwy, że mieszkańcy jedli psy, a nawet myszy. Dalszą obronę uniemożliwiło podpisanie traktatu w Stambule (25 stycznia 1479). Weneccy obrońcy twierdzy powrócili do Wenecji, zaś albańscy obrońcy w większości uciekli w góry. Oblężenie przeżyło 450 mieszkańców Szkodry.

## Skutki bitwy
Trudno oszacować straty osmańskie, poniesione w czasie oblężenia. Albański historyk Aleks Buda, we wstępie do dzieła Barletiego szacował straty samych tylko Albańczyków na ponad tysiąc zabitych.
Po upadku Szkodry, Turcy przejęli pełną kontrolę nad wybrzeżem Albanii i w 1480 podjęli pierwszą próbę inwazji na Otranto. Szkodra do 1867 stanowiła centrum administracyjne sandżaku, zanim został on połączony z sandżakiem skopijskim i przekształcony w wilajet.

## Pamięć o bitwie

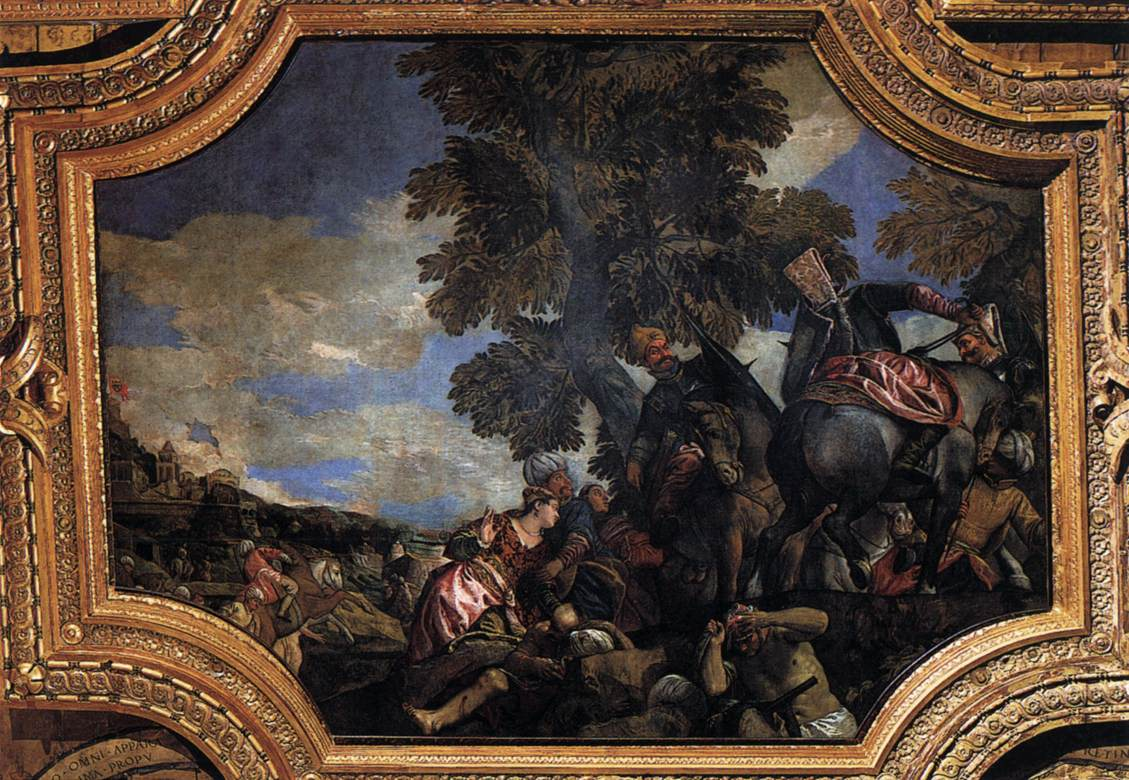
Obraz Paolo Veronese

Relację z pierwszej ręki o oblężeniu Szkodry przynosi praca szkoderskiego duchownego Marina Barletiego Oblężenie Szkodry. Po upadku twierdzy wyemigrował on do Włoch i tam w 1504 napisał dzieło De obsidione Scodrensi, kierując je do przedstawicieli weneckiego Senatu. Dzieło doczekało się kilku wydań, a w 1576 zostało przetłumaczone na włoski, polski i francuski.
Wydane w 1962 tłumaczenie dzieła Barletiego na język albański, wykonane przez Henrika Lacaja posłużyło jako inspiracja do powieści Twierdza (Kështjella) Ismaila Kadare.
W 1585 Paolo Veronese namalował obraz przedstawiający bitwę, który ozdobił sufit w weneckim Pałacu Dożów. W 1860 powstała seria rycin poświęconych bitwie, autorstwa Lorenzo Gatteriego.